# Ivan Režić
Ivan Režić (ur. 15 września 1979 w Splicie) – chorwacki piłkarz, występujący na pozycji środkowego obrońcy lub prawego defensywnego pomocnika. Jest prawonożny. Porozumiewa się po chorwacku i grecku. Największym atutem Režicia jest szybkość i bardzo dobre wychodzenie na wolną pozycję. Zawodnik zakończył karierę.

## Kariera klubowa
Pomimo tego, że Režić urodził się w Splicie (wtedy Jugosławia, dziś Chorwacja), karierę zaczynał w zespole NK Varteks Varaždin. Sezon 1997/1998 nie był jednak udany dla Varteksu, który zajął 8. miejsce w lidze chorwackiej. Powiodło się jednak w Pucharze Chorwacji, gdzie Varteks doszedł aż do finału po drodze eliminując Slobodę Varaždin, Croatię Djakovo – po karnych 4:2, NK Orijent Rijeka – po rzutach karnych 3:0, Hajduk Split wygrywając 2:1 u siebie i 1:0 w Splicie. W finale spotkali się z drużyną Dinama Zagrzeb. U siebie Varteks przegrał 0:1 po golu Mihaela Mikicia w 83 minucie i po porażce 1:2 w Zagrzebiu, przegrał finał. Sezon ten był jednak dobry dla Režicia, który 8-krotnie pokazał się na boisku i znakomicie bronił barw swojego zespołu.
Nic więc dziwnego, że zainteresowali się nim działacze wielkiego Interu Mediolan, którzy zawarli kontrakt z zawodnikiem. Režić nie zdołał jednak zadebiutować w Serie A, jednak sezon ten był także fatalny dla Interu, który zajął 9. miejsce i tylko dzięki uczestnictwie w półfinale Pucharu Włoch awansowali do europejskich pucharów. Nie odegrali też, poza wyjściem z grupy, istotniejszej roli w Lidze Mistrzów.
Wrócił więc do Varteksu, który w sezonie 1999/2000 zajął 7. miejsce w lidze. Dobrze pokazali się w Pucharze Chorwacji, gdzie zaszli do ćwierćfinału. Režić pojawił się na boisku 9 razy, ale nie udało mu się zdobyć premierowej bramki w lidze chorwackiej. Sezon 2000/2001 to postęp varaždińskiego zespołu, który zajął 5. miejsce w lidze, ale nie zdołał zakwalifikować się do europejskich pucharów. Jakkolwiek widać było postęp Varteksu w rozgrywkach ligowych, tak nie widać go było w Pucharze, gdzie przegrali w ćwierćfinale z NK Zagrzeb. Režić pojawił się na boisku 24 razy, ale nie udało mu się trafić do siatki. Mógł być jednak zadowolony z zyskania zaufania u trenera, który praktycznie w każdym meczu wystawiał go do wyjściowej jedenastki, a Ivan nie pozostał mu dłużny, odwdzięczając się znakomitą grą. Sezon 2001/2002 to 4. miejsce w Varteksu i awans do europejskich pucharów, gdzie wyeliminowali między innymi zespół z Liechtensteinu FC Vaduz 6:1 i 2:0 i warto zauważyć, że Režić zdobył bramkę na 5:0 dla Varteksu w pierwszym meczu. W następnej rundzie musieli jednak uznać wyższość F.C Parmy. Bardzo dobrze zawodnicy Varteksu spisali się w Pucharze Chorwacji, gdzie przegrali dopiero w finale z Dinamem Zagrzeb w dwumeczu 1:1 i 0:1. Režić pojawił się na boisku 25 razy i strzelił 2 bramki, a swojego pierwszego gola w lidze zdobył w meczu przeciwko Marsonii Slavonski Brod.
Sezon 2002/2003 był świetny dla Varteksu, który zajął 3. miejsce w lidze i zakwalifikował się do Pucharu UEFA. W pierwszej rundzie zmiażdżyli irlandzki Dundalk FC wygrywając u siebie 5:0, a w rewanżu dobijając rywali wynikiem 4:0. W następnej rundzie trafili na duński zespół FC Midtjylland. W rozgrywanym w Silkeborgu meczu przegrali 0:1, a w rewanżu zremisowali na swoim stadionie 1:1. Režić pojawił się na boisku 15 razy i zdobył 3 gole. Sezon 2003/2004 był już gorszy dla Varteksu, który uplasował się na czwartej lokacie w lidze. Režić ubrał koszulkę klubową 15 razy.
W sezonie 2004/2005 za ok. 400 tys. euro przeszedł do greckiego zespołu Olympiakos SFP co było pewną sensacją w chorwackim światku piłkarskim. Był to jednak bardzo udany sezon, który zaowocował zdobyciem przez Olympiakos mistrzostwa Grecji, zakończonym triumfem tylko jednym punktem nad odwiecznym rywalem, Panathinaikosem AO. Nie powiodło się w Pucharze Grecji, gdzie odpadli już w drugiej rundzie z lokalnym rywalem, Kallitheą 1:0 i 2:3. Režić zagrał jednak w Lidze Mistrzów w której miał zapewniony start. W grupie trafili na zespoły Deportivo La Coruna, AS Monaco i F.C Liverpool. Olympiakos zajął 3. miejsce w grupie. Nie było jednak nic straconego, Olympiakos wystąpił w Pucharze UEFA, gdzie dobrze się spisali odpadając w czwartej rundzie z angielskim Newcastle United. Režić w sezonie pojawił się na boisku 4 razy.
Następny sezon, 2005/2006 zawodnik rozpoczął w Hajduku Split, jednak sezon ten był najsłabszym sezonem w historii występów Hajduka w lidze chorwackiej, ponieważ zajął dopiero 5. miejsce. W Pucharze Chorwacji odpadli w półfinale przegrywając z NK Rijeka 1:1 i 0:1. Režić pojawił się na boisku 8 razy, nie umieścił piłki w siatce ani razu.
Sezon 2006/2007 przyniósł Režiciowi wyjazd do Izraela, gdzie walczył w barwach Maccabi Tel Awiw. Był to jego ostatni klub, ponieważ w roku 2007 zawodnik zakończył swoją karierę.

## Kariera reprezentacyjna
W reprezentacji Chorwacji zadebiutował, a zarazem swój jedyny występ Režić zaliczył w towarzyskim meczu przeciwko Macedonii rozgrywanym 9 lutego 2003 w Szybeniku, którzy Chorwaci zremisowali 2:2.

## Sukcesy
- mistrzostwo Grecji i awans do Ligi Mistrzów w sezonie 2004/2005 wraz z Olympiakosem Pireus